# 艾德·李克茲
艾德·李克茲（英語：Ed Ricketts，1897年5月14日—1948年5月11日），全名愛德華·法蘭德斯·羅伯·李克茲（英語：Edward Flanders Robb Ricketts）是美國海洋生物學者、生態學者，出生於伊利諾州芝加哥，作為潮間生物學的先驅以及和約翰·史坦貝克的交流而廣為人知。1948年，逝於汽車和列車的衝撞事故。

## 脚注
1. ↑  Rodger, Katie (30 March 2012). Ed Ricketts, Between Pacific Tides, and Beyond Sitka Sound... (Speech). University of Alaska, Southeast. Sitka, Alaska.